# Jakobínský teror

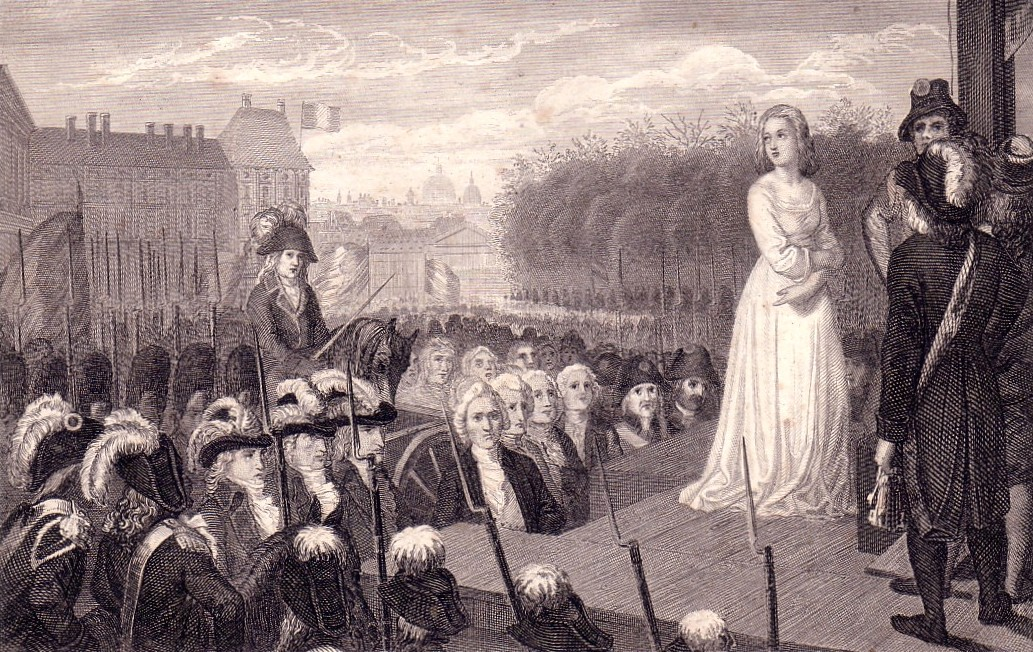
Poprava Marie Antoinetty 16. října 1793

Jakobínský teror, zkráceně jen Teror (francouzsky la Terreur), též Hrůzovláda, je ve francouzských dějinách označení období Velké francouzské revoluce od 5. září 1793 do 28. července 1794, které bylo charakteristické politickým násilím vyvolaným konfliktem mezi soupeřícími stranami girondistů a jakobínů a bylo poznamenáno hromadnými popravami faktických i domnělých „nepřátel revoluce“ odsouzených revolučním tribunálem. Dne 2. června 1793 byli pod tlakem sansculotů zatčeni v Konventu girondisté a od září 1793 se moci chopili jakobíni v čele s Maxmilienem Robespierrem a Georgesem Dantonem. V tomto období dali revolucionáři popravit mezi 15 až 35 tisíci Francouzů, 300 000 dalších bylo uvězněno, často jen proto, aby obyvatelstvo bylo udržováno v neustálém strachu. K nejznámějším obětem teroru patřila královna Marie Antoinetta. Obětí teroru se nakonec stali i někteří z předních revolucionářů – popraven byl dokonce sám Danton. Období Teroru skončilo politickým převratem 9. thermidoru (27. července) 1794, kdy byl Robespierre sám zatčen a druhého dne popraven.
Jako Druhý bílý teror se označuje období poprav a pronásledování po pádu Napoleona I. a obnovení monarchie v letech 1815–1816.

## Příčiny a ideologie teroru
Za počátek teroru bývá označováno zvolání Bertranda Barèra 5. září 1793 v Konventu: „Udělejme z teroru řád!“
Častým zdůvodněním teroru bylo, že je nutno zabránit pouličnímu násilí, jakým byly tzv. zářijové masakry roku 1792 – bude lepší, když stát vezme toto násilí do vlastních rukou, argumentovali revolucionáři. Je prokázané, že takový tlak extrémistické skupinky, tzv. sansculoti a hébertisté, skutečně vytvářeli a revoluční vůdci se patrně obávali, že by je radikálové mohli smést a převzít otěže revoluce, nebudou-li sami dost radikální.
Pro samotného Robespierra byla idea teroru ovšem patrně čímsi hlubším. V únoru 1794 v projevu uvedl: „Pokud je základem lidové vlády v době míru ctnost, základem lidové vlády během revoluce je ctnost i teror. Bez ctnosti je teror zhoubný, bez hrůzy je ctnost bezmocná.“ Šlo o podivnou Robespierrovu aplikaci myšlenek Montesquieuových, který skutečně ctnost označoval za základ demokracie. Robespierre však z této abstraktní myšlenky odvodil, že ze společnosti je potřeba nejprve odstranit ty, kteří ctnost v sobě nemají, a pak teprve bude společnost demokracie schopna. Osvícenské názory, které byly ve zjevném rozporu s touto interpretací, zejména Voltairovo odmítnutí nesnášenlivosti (např. „každý jednotlivec, který pronásleduje jiného člověka, svého bratra, protože je jiného názoru, je monstrum“), Robespierre přehlížel, anebo naopak paradoxně používal ke zdůvodnění teroru – přičemž využíval toho, že Voltaire je vyslovoval při kritice náboženských představitelů a jejich netolerance.
Zásadní kartou při zdůvodňování teroru byla rovněž zahraniční intervence. K té skutečně došlo ze strany Rakouska a Pruska. Cílem teroru mj. bylo vynutit si loajalitu občanů k revoluci a revoluční Francii strachem, neboť disciplína revolučních vojsk nebyla zpočátku příliš valná a ta spíše ustupovala. Vznikl navíc dojem, že tato strategie funguje, neboť francouzská armáda v dalších fázích bojů dokonce přešla do protiútoku. Albert Soboul to pojmenoval slovy „teror, zpočátku improvizovaná reakce na porážku, se stal nakonec nástrojem vítězství.“ K popravám, které byly zdůvodňovány hrozbou zahraniční intervence a spolupráce s cizí mocí, patřila zejména poprava Marie Antoinetty.
Podle některých historiků a politologů byl teror především nástrojem, jak zlomit ideový vliv katolické církve. Moc aristokracie byla poměrně snadno zničena v prvních letech revoluce, avšak většina společnosti byla nadále katolická, přestože církev byla zbavena pozemků a revolucionáři dělali některá spektakulární gesta (zrušení křesťanského kalendáře a nahrazení revolučním, přejmenování katedrály Notre-Dame na Chrám Rozumu apod.).
Revolucionáři také zdůvodňovali nutnost teroru „kontrarevolučními činy“, z nichž nejznámější bylo roajalistické katolické povstání ve Vendée, jež začalo v březnu 1793, a zavraždění jednoho z nejradikálnějších jakobínů, Jeana Paula Marata, girondistkou Charlottou Cordayovou 13. července 1793.